# Tabor (revistă)
Tabor, cu subtitlul „Revistă de cultură și spiritualitate românească”, este o publicație culturală și religioasă lunară care apare la Cluj-Napoca.
Primul număr a apărut în aprilie 2007.
Revista este editată de Mitropolia Clujului, Albei, Crișanei și Maramureșului.
- Fondator: Bartolomeu Anania.
- Redactor-șef: Pr. Cătălin Pălimaru
- Consultant: Pr. Ștefan Iloaie